# 브리저튼
《브리저튼》(영어: Bridgerton)은 넷플릭스에서 2020년 12월부터 방영된 미국의 역사, 시대극 드라마이다. 크리스 반 두센이 제작하고, 숀달랜드가 넷플릭스를 위한 첫 대본 쇼로 프로듀스 하였다. 작품명과 동일한 브리저튼 가문을 중심으로 전개되며, 귀족과 상류층의 결혼 적령기 자녀가 사회에 진출하는 사회 시즌 동안 섭정 시대 런던 톤의 경쟁 세계를 배경으로 한다.

## 출연진

### 주연
- 아조아 안도 - 댄베리
- 러레인 애슈번 - 발리 부인
- 조너선 베일리 - 브리저튼 자작 앤서니
- 루비 바커 - 머리나 톰슨
- 사브리나 바틀렛 - 시에나 로소
- 해리엇 케인스 - 필리파 페더링턴
- 베시 카터 - 프루던스 페더링턴
- 니컬라 코클런 - 퍼넬러피 페더링턴
- 피비 다인버 - 데프네 브리저튼
- 루스 게멀 - 바이올렛
- 플로렌스 헌트 - 히아신스 브리저튼
- 클로디아 제시 - 엘로이스 브리저튼
- 벤 밀러 - 페더링턴 남작 아치볼드
- 루크 뉴턴 - 콜린 브리저튼
- 레게장 페이지 - 사이먼 바셋 헤이스팅스
- 골다 로슈벨 - 샬럿 왕비
- 루크 톰슨 - 베네딕트 브리저튼
- 윌 틸스턴 - 그레고리 브리저튼
- 폴리 워커 - 포샤
- 줄리 앤드루스 - 휘슬다운

### 조연
- 루비 스토크스 - 프랜체스카 브리저튼
- 몰리 맥글린 - 로즈 놀런
- 조애나 로빈 - 카우퍼 부인
- 제시카 매드슨
- 제이슨 바넷 - 제프리스
- 휴 색스 - 브림즐리
- 마틴 임행비 - 윌 몬드리치
- 제럴딘 알렉산더 - 윌슨 부인
- 캐스린 드라이즈데일 - 제너비브 들라크루아
- 사이먼 러더스 - 험볼트
- 줄리언 오븐든 - 헨리 그랜빌 경

### 단역
- 제이미 비미시 - 나이절 버브룩
- 프레디 스트로마 - 프리드리히 왕자
- 에이미 베스 헤이스 - 트로브리지 부인
- 제임스 플리트 - 조이 3세
- 셀린 버컨스 - 키티 랭엄
- 크리스 풀턴 - 필립 크레인경

## 에피소드 목록
모든 에피소드는 2020년 12월 25일에 공개되었다.
| 회차 | 제목                                             | 감독           | 각본                     | 분량 |
| ---- | ------------------------------------------------ | -------------- | ------------------------ | ---- |
| 1    | "최고의 다이아몬드" "Diamond of the First Water" | 줄리 앤 로빈슨 | 크리스 밴 두센           | 58분 |
| 2    | "충격과 희열" "Shock and Delight"                | 톰 베리카      | 재닛 린                  | 61분 |
| 3    | "졸도의 기술" "Art of the Swoon"                 | 톰 베리카      | 릴라 코언미초            | 57분 |
| 4    | "명예를 위해" "An Affair of Honor"               | 셰리 포크슨    | 애비 맥도널드            | 61분 |
| 5    | "공작의 여인" "The Duke and I"                   | 셰리 포크슨    | 조이 C. 미첼             | 61분 |
| 6    | "그녀의 치맛자락" "Swish"                        | 줄리 앤 로빈슨 | 세라 돌러드              | 57분 |
| 7    | "그대는 너무도 멀리" "Oceans Apart"              | 올릭 라일리    | 제이 로스, 애비 맥도널드 | 60분 |
| 8    | "비 내린 후에" "After the Rain"                  | 올릭 라일리    | 크리스 밴 두센           | 72분 |